# یواس‌ان‌اس کوریر (تی-ای‌کی-۵۰۱۹)
یواس‌ان‌اس کوریر (تی-ای‌کی-۵۰۱۹) (به انگلیسی: USNS Courier (T-AK-5019)) یک کشتی بود که طول آن ۴۷۰ فوت (۱۴۰ متر) بود. این کشتی در سال ۱۹۶۲ ساخته شد.